# Normativa de seguridad y salud en el trabajo
La Normativa en Materia de Seguridad y Salud ocupacional en el Trabajo es uno de los campos de estudio de la armonización entre los que se encuentran las condiciones de trabajo, la implicación de los trabajadores y la protección social.

## Salud laboral
El término salud es definido por la Constitución de 1946 de la Organización Mundial de la Salud como el caso de completo bienestar físico, mental y social, y no solamente la ausencia de afecciones o enfermedades. También puede definirse como el nivel de eficacia funcional o metabólica de un organismo, tanto a nivel micro (celular) como en el macro (social). La salud laboral se construye en un medio ambiente de trabajo adecuado, con condiciones de trabajo justas, donde los trabajadores y trabajadoras puedan desarrollar una actividad con dignidad y donde sea posible la participación para la mejora de las condiciones de trabajo.

## Riesgo laboral
Se entenderá como riesgo laboral la posibilidad de que un trabajador sufra un determinado daño derivado del trabajo. Para calificar un riesgo desde el punto de vista de su gravedad, se valorarán conjuntamente la probabilidad de que se produzca el daño y la severidad del mismo.
Normas de seguridad y salud ocupacional

## Condiciones de trabajo
Por otro lado, se definirá como condición de trabajo, cualquier característica de la realización de tareas que abarcan tres aspectos diferenciados, tales como las condiciones medioambientales en torno al trabajo, las condiciones físicas en las que se realiza el trabajo y las condiciones organizativas que rigen en la empresa en la que se trabaja en dicho país.
Todos estos factores podrían ser causa de posibles alteraciones en la salud y riesgos laborales tanto en el aspecto físico, psíquico, social o emocional de los trabajadores en general cualquiera que sea su ocupación y la categoría profesional que tengan.

## Prevención de riesgos laborales
La prevención de riesgos laborales es el conjunto de actividades o medidas adoptadas o previstas en todas las fases de actividad de la empresa con el fin de evitar o disminuir los riesgos derivados del trabajo.
La actividad preventiva comienza con la identificación de los peligros, agentes y condiciones presentes en los lugares de trabajo que puedan causar accidentes, enfermedades o afectar la salud de los trabajadores.

## Evaluación de riesgos
La Evaluación de los Riesgos Laborales es el proceso dirigido a estimar la magnitud de aquellos riesgos que no hayan podido evitarse, obteniendo la información necesaria para que el empresario esté en condiciones de tomar una decisión apropiada sobre la necesidad de adoptar medidas preventivas y, en tal caso, sobre el tipo de medidas que deben adoptarse.

## Higiene industrial
La higiene industrial conforma un conjunto de conocimientos y técnicas dedicados a reconocer, evaluar y controlar aquellos factores del ambiente, psicológicos o tensionales, que provienen, del trabajo y pueden causar enfermedades o deteriorar la salud.

## Ergonomía laboral
El diseño ergonómico del puesto de trabajo intenta obtener un ajuste adecuado entre las aptitudes o habilidades del trabajador y los requerimientos o demandas del trabajo. El objetivo final, es optimizar la productividad del trabajador y del sistema de producción, al mismo tiempo que garantizar la satisfacción, la seguridad y salud de los trabajadores.

## Marco normativo
La prevención de riesgos laborales es la disciplina que busca promover la seguridad y salud de los trabajadores mediante la identificación, evaluación y control de los peligros y riesgos asociados a un proceso productivo, además de fomentar el desarrollo de actividades y medidas necesarias para prevenir los riesgos derivados del trabajo.
Si bien es un ámbito que, por lo menos en España, tiene una historia de más de 100 años, esta denominación ha sido relativamente reciente, a raíz de la Ley 31/1995, de 8 de noviembre de Prevención de Riesgos Laborales.
La Organización Internacional del Trabajo (OIT) es el principal organismo internacional encargado de la mejora permanente de las condiciones de trabajo mediante convenios que se toman en sus conferencias anuales y las directivas que emanan de ellas.
Existe una norma mundialmente conocida, la OHSAS 18001 para la gestión de la seguridad y salud laboral en las organizaciones. Esta norma deriva de la BS 8800 desarrollada por BSI en 1996.
En México el marco normativo de seguridad y salud en el trabajo se basa en el artículo 123 de la Constitución Política y posteriormente en la Ley Federal del Trabajo, el Reglamento Federal de Seguridad y Salud en el Trabajo y las normas oficiales. La vigilancia de este marco normativo está a cargo de la Secretaría del Trabajo y Previsión social del Gobierno Federal.
En Chile no se cuenta con una garantía constitucional que proteja específicamente la seguridad y salud de los trabajadores ni con una ley específica de prevención de riesgos laborales ni con un delito específico que sancione la falta al deber de cuidado del empleador. La materia está contenida en algunos artículos del Código del Trabajo y de la Ley 16.744 de 1968 sobre Seguro Social contra Accidentes del Trabajo y Enfermedades Profesionales y en una gran cantidad de decretos supremos y normas técnicas manadas de distintos ministerios. Las facultades normativas y fiscalizadoras están radicadas en más de 30 entidades públicas en distintos ministerios.